# Comunità montana degli Aurunci e Ausoni
La Comunità montana degli Aurunci e Ausoni è una delle comunità montane del Lazio, appartenente alla provincia di Latina. Consta di sei comuni.